# Марсовски орбитер 2022.
Марсовски орбитер 2022. (други назив Немо – енгл. Next Mars Orbiter, NeMO) је планирана мисија на Марс агенције Наса. Агенција је почетком 2015. године објавила да су прикупљени предлози за изглед самог орбитера и научне инструменте. Планира се да ово буде при орбитер послат ка црвеној планети који ће користити јонски погон, панеле са новог генерацијом соларних ћелија као и ласерски систем за комуникацију са Земљом. Научници и инжењери сматрају да је ово добро решење јер ће се тако тестирати ове технологије, и ако се покажу успешним користити на свим будућим сондама упућеним ка Марсу. Планира се да мисија кошта између 500 милиона и 1 милијарде америчких долара, као претходни орбитери.
Иако Наса сматра да је овај орбитер битна ставка ка циљу повратка узорака са тла Марса, као и у одржавању комуникације са осталим мисијама које су тренутно или ће бити на површини, за сада нису одвојена значајнија средства за њен развој, и неће бити најраније до захтева за нови буџет почетком 2016. године.
Џим Вацин, директор програма за истраживање Марса агенције Наса, изнео је у октобру 2015. године нове детаље о орбитеру који ће уследити након ровера 2020. Он је изјавио да се разматра уградња механизама на овај орбитер који би омогућили да се након уласка у орбиту око Марса покупе узорци који ће другом сондом бити достављени до орбите и припреме за повратак на Земљу, или чак врате на Земљу. Појаснио је да је то само идеја и да се још није кренуло са развојем саме сонде нити појединих инструмената. Постоји могућност да орбитер само демонстрира технологију за хватање узорака у Марсовој орбити, а постоји и могућност да орбитер након тога поново упали свој јонски погон и упути се назад ка Земљи. Прва опција је вероватнија, јер је као примарна намена овог орбитера означен пренос података са мисија на површини, што не би било могуће уколико би се орбитер вратио на Земљу. Ако се одабере друга опција, у случају да се механизам за хватање узорака покаже успешним, неколико година касније би уследила посебна мисија која би била упућена ка црвеној планети по узорке тла.
Постоји могућност да ће орбитер бити опремљен камером 2–3 пута веће резолуције од камере HiRISE, која је до сада најмоћнија камера послата у орбиту око црвене планете. Овом камером детаљно би се фотографисале потенцијалне локације за слетање људске мисије на Марс.

## Статус
Наса сматра да је овај орбитер „неопходна карика” за мисију повратка узорака са Марса, да би био од великог значаја за пренос података ровера и лендера са површине, као и да је пожељан за наставак снимања површине планете из орбите у високој резолуцији. У предлогу буџета за 2017. годину за прелиминарни развој новог марсовског орбитера намењено је 10 милиона долара.
У јулу 2016. Наса је изабрала пет компанија које ће израдити студије изводљивости конструкције орбитера.